# Население на Кабо Верде
Населението на Кабо Верде през 2008 г. е 426 998 души.

## Възрастов състав
(2006)
- 0-14 години: 37,9 % (мъже — 80 594 / жени – 79 126)
- 15-64 години: 55,3 % (мъже – 113 450 / жени – 119 423)
- над 65 години: 6,7 % (мъже – 10 542 / жени – 17 844)

(2008)
- 0-14 години: 36,1 % (мъже – 77 533 / жени – 76 489)
- 15-64 години: 57,4 % (мъже – 120 208 / жени – 125 009)
- над 65 години: 6,5 % (мъже – 10 226 / жени – 17 533)

(2010)
- 0-14 години: 35,2 % (мъже – 76 012 / жени – 74 993)
- 15-64 години: 58,5 % (мъже – 123 376 / жени – 127 653)
- над 65 години: 6,4 % (мъже – 10 040 / жени – 17 400)

## Коефициент на плодовитост
- 2009 – 3,07

## Расов състав
- 71 % – креоли (мулати)
- 28 % – черни
- 1 % – бели

## Езици
Официален език в Кабо Верде е португалският.

## Религия
католици